# Robotron K8902

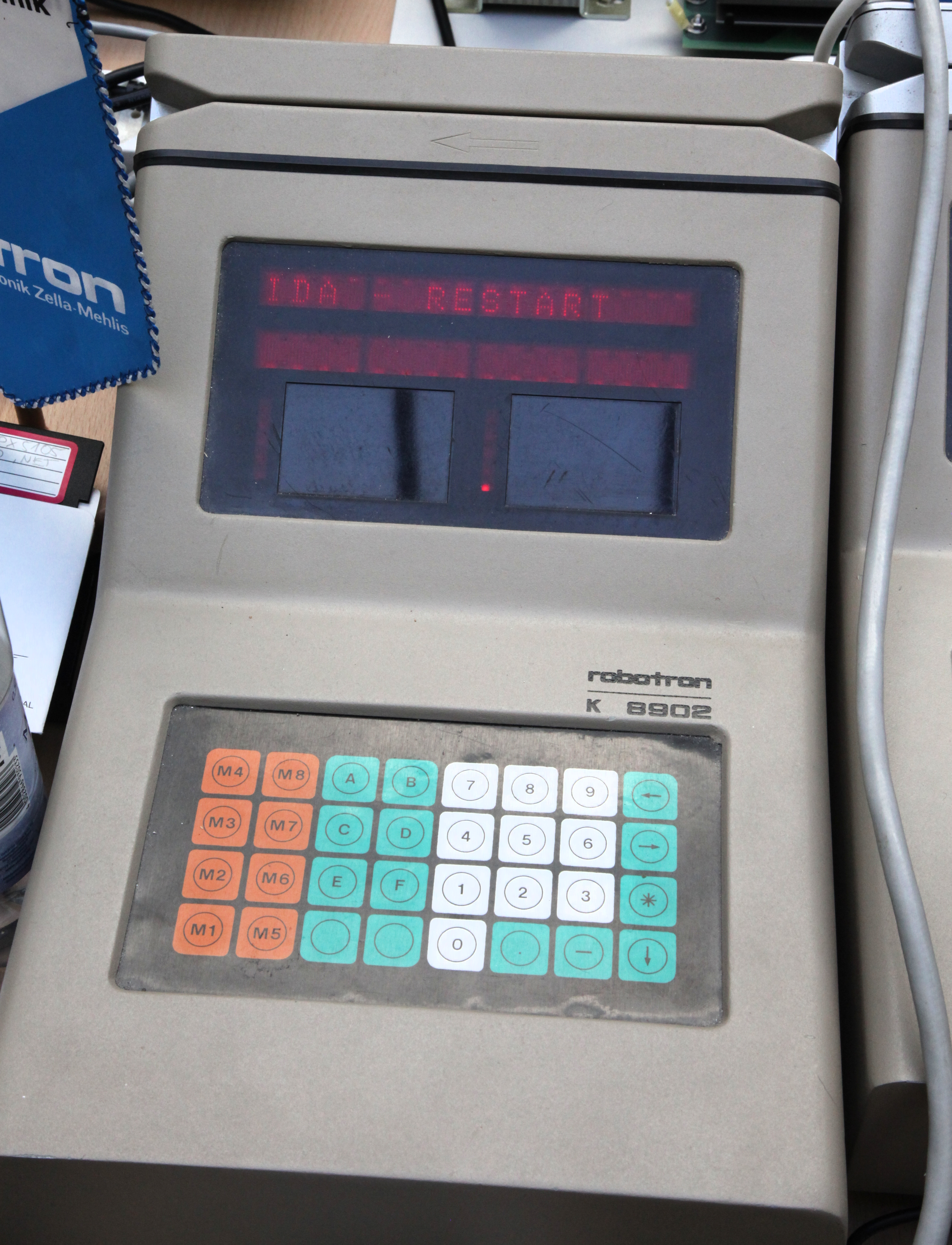
Robotron K8902 Betriebsdatenterminal

Das Robotron K8902 ist ein Betriebsdatenterminal zur Datenerfassung über einen Durchzugleser für Karten mit Magnetstreifen, Tastaturfeld (Folientastatur) und digitale Eingänge. Über digitale Ausgänge konnten programmgesteuert externe Geräte angesteuert werden.
Das Gerät wurde vom VEB Robotron-Elektronik Zella-Mehlis im Kombinat Robotron entwickelt und basierte auf dem MME U880 Prozessor. Eine 1-zeilige alphanumerische Anzeige sowie einige Leuchtdioden zeigten den Status des Gerätes an. Es verfügt über eine zweizeilige, je 16-stellige, alphanumerische LED-Anzeige mit 5x7 Punktraster, rot, 8 mm Schrifthöhe, 8 LEDs zur Anzeige des gewählten Programms, 1 LED zur Netzanzeige und 10 anwenderspezifischen LEDs.

## Verwendungszweck
Der Robotron BDT K 8902 wurde zur Erfassung von Daten in einem größeren Rechnerverbund eingesetzt.
Dabei bestand ein System aus einem übergeordneten Rechner (K1520) und aus einem bzw. mehreren K 8902, die über Kabel am Hauptrechner angeschlossen wurde. Die Kommunikation unter den Rechnern fand mittels kabelgebundener Datenübertragung statt.
Ein System wurde bspw. im Fahrzeug- und Jagdwaffenwerk Suhl (SIMSON) installiert, war aber erst etwa zur Wende technisch einsatzbereit.

## Technische Daten
CPU: MME U880D (Zilog Z80-Klon)
Speicher: 10 KB CMOS-RAM, 6 KB EPROM
Eingabegeräte: Folientastatur mit numerischer Zehnertastatur mit 12 Tasten
8 Funktionstasten zur Steuerung der Datentransaktion
8 Programmwahltasten
Anzeige: 16-stellige, alphanumerische LED-Anzeige
8 LEDs zur Anzeige des gewählten Programms
1 LED zur Spannungsanzeige
10 LEDs zur anwenderspezifisch Programmierbarkeit

Ausgabegeräte: Lochkennkartenleser (Modell K8901.11)
Magnetkartenleser (Modell K8901.12)
Lochkartenleser (Modell K8901.13)
serielles Interface zur Datenübertragung im Halbduplex (Übertragungsrate 76,8 kBaud)

Erweiterungen: 16 KB EPROM-Bänke für 8x 2 KB EPROMs
IFSS-Schnittstelle für z. B. Drucker (ähnlich zur seriellen Schnittstelle des PCs)